# Chấn thương nặng
Chấn thương nặng là bất kỳ là bất kỳ chấn thương nào có khả năng gây tàn tật kéo dài hoặc tử vong. Có nhiều nguyên nhân gây chấn thương nặng, có thể là chấn thương cùn và xuyên thấu, bao gồm té ngã, va chạm xe cơ giới, vết thương do bị đâm và vết thương do súng. Tùy thuộc vào mức độ nghiêm trọng của chấn thương, sự nhanh chóng của quản lý và vận chuyển đến một cơ sở y tế thích hợp (được gọi là trung tâm chữa trị chấn thương) có thể cần thiết để ngăn ngừa mất mạng hoặc mất tay chân. Đánh giá ban đầu là rất quan trọng, và liên quan đến đánh giá vật lý và cũng có thể bao gồm việc sử dụng các công cụ hình ảnh để xác định chính xác các loại chấn thương và đưa ra quá trình điều trị.
Năm 2002, thương tích không chủ ý và cố ý là nguyên nhân gây tử vong đứng hàng thứ năm và thứ bảy trên toàn thế giới, chiếm 6,23% và 2,84% tổng số ca tử vong. Đối với mục đích nghiên cứu, định nghĩa thường dựa trên điểm số mức nặng của chấn thương (injury severity score - ISS) lớn hơn 15.

## Phân loại
Chấn thương nói chung được phân loại theo mức độ nghiêm trọng, vị trí thương tổn hoặc kết hợp cả hai. Chấn thương cũng có thể được phân loại theo nhóm nhân khẩu học, chẳng hạn như tuổi tác hoặc giới tính. Nó cũng có thể được phân loại theo loại lực tác dụng lên cơ thể, chẳng hạn như chấn thương cùn hoặc chấn thương xuyên thấu. Đối với mục đích nghiên cứu, chấn thương có thể được phân loại bằng ma trận Barell, dựa trên ICD-9-CM. Mục đích của ma trận là để chuẩn hóa quốc tế về phân loại chấn thương. Chấn thương lớn đôi khi được phân loại theo khu vực cơ thể; chấn thương ảnh hưởng đến 40% là đa chấn thương, 30% chấn thương đầu, 20% chấn thương ngực, 10% chấn thương bụng và 2% chấn thương tứ chi.
Nhiều thước đo đã tồn tại để cung cấp một số liệu định lượng để đo lường mức độ nghiêm trọng của chấn thương. Giá trị có thể được sử dụng để phân loại bệnh nhân hoặc phân tích thống kê. Cân thương tổn đo lường thiệt hại cho các bộ phận giải phẫu, giá trị sinh lý (huyết áp, v.v.), bệnh đi kèm hoặc kết hợp cả hai. Thang thương tật viết tắt và thang điểm hôn mê Glasgow được sử dụng phổ biến để định lượng chấn thương nhằm mục đích xử lý và cho phép một hệ thống theo dõi hoặc "xu hướng" tình trạng của bệnh nhân trong môi trường lâm sàng. Dữ liệu cũng có thể được sử dụng trong điều tra dịch tễ học và cho mục đích nghiên cứu.
Khoảng 2% những người đã trải qua chấn thương đáng kể có chấn thương cột sống.